# Ludwig Damminger
Ludwig Damminger (ur. 29 października 1913 w Wörth am Rhein, zm. 4 lutego 1981 w Jockgrim) – niemiecki piłkarz grający na pozycji napastnika, trzykrotny reprezentant kraju. Swoją karierę piłkarską rozpoczynał w klubie FC Bavaria Wörth, w którym zadebiutował w 1930 roku. W sezonie 1934/1935 przeszedł do drużyny Karlsruher FV. W roku 1935 trzykrotnie wystąpił w spotkaniach towarzyskich reprezentacji Niemiec, w których strzelił łącznie 5 goli. W czasie II wojny światowej został ranny na froncie i trafił do radzieckiej niewoli. Po powrocie do kraju grał jeszcze w zespole TSG Jockgrim, później był także grającym trenerem w drużynach z Wörth am Rhein, Hagenbach, Neuburg am Rhein, Rheinzabern i Neupotz.